# Pterocarpus macrocarpus
Pterocarpus macrocarpus ist eine Pflanzenart aus der Gattung Pterocarpus in der Unterfamilie der Schmetterlingsblütler (Faboideae). Sie ist im tropischen Asien beheimatet. Das Holz wird genutzt.

## Beschreibung

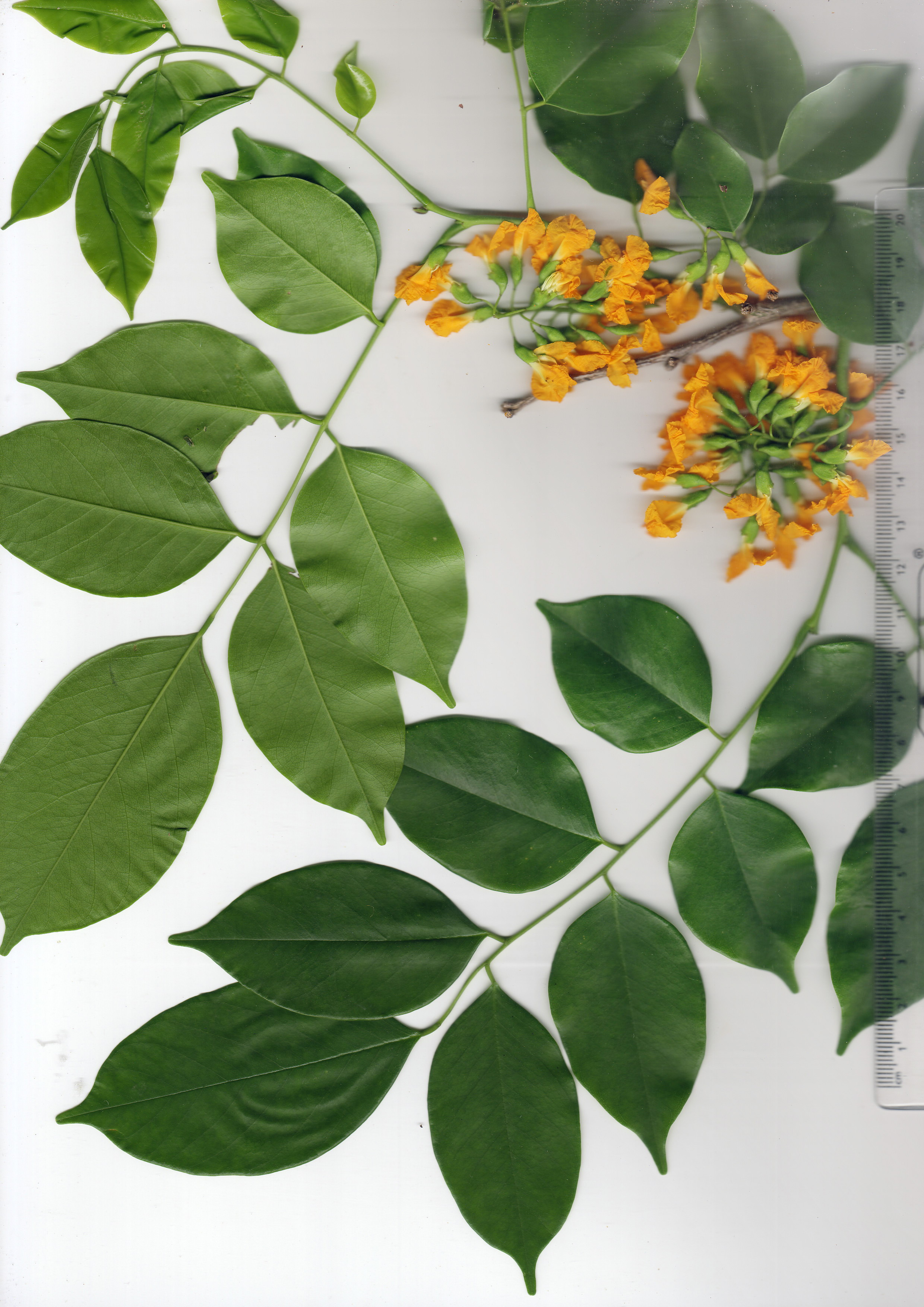
Laubblätter und Blütenstand

### Vegetative Merkmale
Pterocarpus macrocarpus wächst als in der Trockenzeit laubabwerfender, mittelgroßer bis großer Baum, der Wuchshöhen von meist 10 bis 25 Meter, manchmal bis zu 35 Meter erreicht. Er besitzt eine mittlere Wuchsgeschwindigkeit. In dichten Wäldern werden lange und relativ gerade Stämme gebildet, an offenen Standorten sind die Stämme eher kurz und die Baumkronen ausladend. In ihrem natürlichen Verbreitungsgebiet überschreiten diese Bäume selten Wuchshöhen von mehr als 30 Meter und Stammdurchmesser (Brusthöhendurchmesser) von mehr als 0,7 Meter. Als Ziergehölze können sie größer werden, beispielsweise wurde ein etwa 64 Jahre altes Exemplar in Puerto Rico mit einer Wuchshöhe von 39 Meter und einem Brusthöhendurchmesser von 1,7 Meter gemessen. Die grau-braune Borke blättert ab und gibt ein rotes Kino ab.

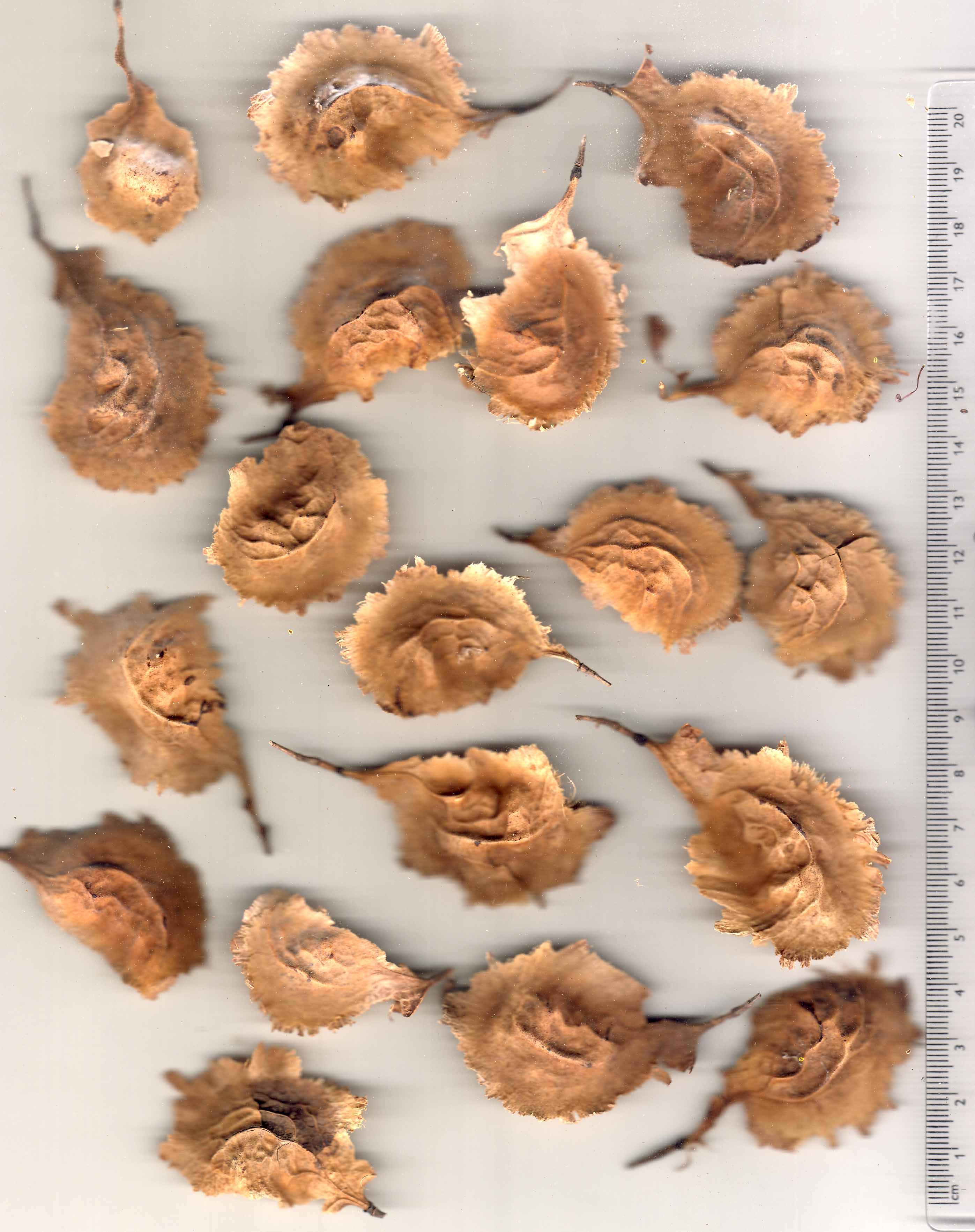
Geflügelte Früchte

Die wechselständig angeordneten Laubblätter sind über 20 Zentimeter lang. Die, oft wechselnd, unpaarig gefiederten Blattspreiten besitzen bis etwa elf Fiederblättchen. Die kurz gestielten Fiederblättchen sind bei einer Länge von bis zu 13 Zentimetern eiförmig bis elliptisch, ganzrandig mit spitzem bis zugespitztem oberen Ende.

### Generative Merkmale
In Vietnam reicht die Blütezeit von Februar bis April und in Myanmar von März bis Mai. Die Blüten stehen in 5 bis 9 Zentimeter langen, traubigen Blütenständen zusammen.
Die duftenden, zwittrigen Blüten sind zygomorph und fünfzählig mit doppelter Blütenhülle. Die Krone besitzt den typischen Aufbau der Schmetterlingsblütler. Die fünf Kronblätter sind gelb. Die 10 Staubblätter sind einbrüderig verwachsen. Der gestielte Fruchtknoten ist behaart.
Die verholzte, bei einem Durchmesser von 4,5 bis 7 Zentimeter mehr oder weniger kreisförmige, relativ flache Flügelnuss (Samara) mit beständigem Kelch besteht aus einem meist zwei bis drei Samen enthaltenden, unterschiedlich dicken, zentralen Bereich und einem breiten ihn umgebenden Flügel. Diese Früchte öffnen sich nicht. Der rötlich-braune Samen weist eine Länge von 0,8 bis 1 Zentimeter auf und besitzt eine ledrige Samenschale. 1400 bis 2000 Samen wiegen 1 kg. Die Früchte sind in Vietnam im Dezember reif. Die reifen Früchte bleiben einige Monate am Baum.

## Vorkommen
Das Verbreitungsgebiet von Pterocarpus macrocarpus liegt im tropischen Asien: Laos, Thailand, Kambodscha, Myanmar, Vietnam.
Pterocarpus macrocarpus gedeiht in Höhenlagen zwischen nahe Meereshöhe bis etwa 670 Meter.
Pterocarpus macrocarpus kommt oft gemeinsam mit Tectona grandis in feuchten laubabwerfenden Wäldern vor. Geeignete Böden sind sandiger Lehm bis toniger Lehm mit pH-Werten, die von neutral bis sehr sauer reichen. In den Heimatgebieten liegen die Jahresniederschläge zwischen etwa 1000 und 2000 mm. Die monatlichen Durchschnittstemperaturen liegen ziemlich gleichmäßig bei etwa 24 °C.
Da Pterocarpus macrocarpus etwas langsamer wächst als die anderen Arten des Standortes, muss er einige Jahre überstehen, in denen er von den anderen Arten dominiert wird, bis eine Lücke im Kronendach entsteht. Daher macht Pterocarpus macrocarpus nur geringe Prozentzahlen des obersten Stockwerkes des natürlichen Waldes aus.

## Taxonomie
Die Erstbeschreibung von Pterocarpus macrocarpus erfolgte 1874 durch Sulpiz Kurz in Journal of the Asiatic Society of Bengal. Part 2. In: Natural History. Volume 43, S. 187.
Es gibt viele Synonyme für Pterocarpus macrocarpus Kurz: Lingoum cambodianum Pierre, Lingoum glaucinum Pierre, Lingoum gracile Pierre, Lingoum macrocarpum (Kurz) Kuntze, Lingoum oblongum Pierre, Lingoum parvifolium Pierre, Lingoum pedatum Pierre, Pterocarpus cambodianus (Pierre) Gagnep., Pterocarpus cambodianus Pierre, Pterocarpus cambodianus var. calcicolus Craib, Pterocarpus cambodianus var. gracilis (Pierre) Gagnep., Pterocarpus cambodianus var. parvifolius (Pierre) Gagnep., Pterocarpus macrocarpus var. oblongus (Pierre) Gagnep., Pterocarpus parvifolius (Pierre) Craib, Pterocarpus parvifolius Pierre, Pterocarpus pedatus (Pierre) Gagnep., Pterocarpus pedatus Pierre.

## Verwendung
Das recht schwere Holz, Rosenholz, Bloodwood, wird vielfältig genutzt. Es wird Amboina, Maidou oder Burma padouk genannt.